# 王飛凌
王飛凌（英語：Fei-Ling Wang，1959年12月6日—）是华裔美籍政治學家，目前擔任喬治亞理工大學納恩國際事務學院教授，主要專攻為國際政治經濟學、中國及東亞研究。

## 生平
1959年出生於中國安徽省，高考恢復後考入安徽師範大學，再從國際關係學院取得碩士，及後再留美，于1992年取得賓夕法尼亞大學政治學博士。其後曾於西點軍校任教。1993年起任喬治亞理工大學納恩國際事務學院助理教授。1999年升任副教授。
2004年7月25日，王飞凌在中国访问时被秘密逮捕，罪名是涉嫌窃取国家机密。王飞凌的家人在7月30日向美国驻上海领事馆联系，说王飞凌原计划7月29日回家，却不见踪影。美国驻中国大使馆抗议中国违反美中领事协议有关规定，即中国方面逮捕美国公民，应当在四天之内通知美国。美国也抗议中国在拘留王飞凌期间对他的粗暴对待。王飞凌表示，他在被关押期间，有四天是单独监禁，而且长时间不准睡觉，不能喝水。8月8日，王飞凌获得释放，返回家中。
2005年起任喬治亞理工大學納恩國際事務學院教授。

## 访学
- 伦敦大学亚非学院访问学者，2024年春季。
- 成均馆大学访问教授，2017年和2018年夏季。
- 国立中山大学访问教授、国立台湾大学访问学者，2015年秋季。
- 延世大学富布赖特杰出高级讲师，2005年9月至2006年6月；访问教授，2011-2014年夏季。
- 澳门大学客座研究员，2011年12月至1月。
- 欧洲大学学院客座研究员、法国巴黎政治学院客座教授，2009年9月至12月。
- 慕尼黑大学客座教授，2009年10月。
- 新加坡国立大学东亚研究所客座高级研究员，2008年4月至8月。
- 东京大学客座研究员，2005年5月至8月、2005年12月至2006年2月和2006年6月至8月。[1]

## 著作
- 《中華秩序：中原、世界帝國，與中國力量的本質》（The China Order: Centralia, World Empire, and the Nature of Chinese Power） 
  - 英文原版 - 2017年9月1日出版，紐約州立大學出版社（英语：State University of New York Press），ISBN 978-1438467498
  - 繁體中文版 - 2018年11月7日出版，八旗文化，ISBN 978-9578654365

## 外部連結
- 職員網站 （页面存档备份，存于）
- 王飛凌的X（前Twitter）